# Anthony Drmic
Anthony Karl Drmic (Melbourne, 25 febbraio 1992) è un cestista australiano con cittadinanza croata.

## Biografia
È il fratello minore di Frank Drmic, a sua volta cestista.